# Маленькая четырнадцатилетняя танцовщица
«Маленькая четырнадцатилетняя танцовщица» (фр. Petite Danseuse de Quatorze Ans) —  скульптура работы  Эдгара Дега, начатая им  в 1879 году и завершённая двумя годами позднее.
Считается одним  из самых реалистичных произведений современного искусства. Четырнадцатилетняя танцовщица — это реальный подросток Мари ван Гётем из бедной семьи, средняя из трёх сестер. Отец девочки был портным, а мать зарабатывала стиркой. Перед созданием скульптуры автор рисует свою модель в 17 видах и в итоге ставит её в четвёртую балетную позицию. Дега до этого никогда не занимался скульптурой и решил сделать её из воска — мягкого и хрупкого материала, который наиболее реалистично передаёт все черты, которые художник хотел вложить в свою скульптуру. 
Самая удивительная идея Дега — одеть танцовщицу в настоящую одежду: пачка была настоящей, каркас был покрыт жёлтым воском. «Четырнадцатилетняя танцовщица» находилась в мастерской художника всю его жизнь. Ему не раз предлагали отлить копии в бронзе, на что Дега отвечал: «Оставлять после себя что-то отлитое в бронзе — слишком большая ответственность — этот материал вечен».  Оригинал хранится в Национальной галерее искусства в Вашингтоне (США).  
Судьба самой Мари доподлинно неизвестна, но вряд ли она была счастливой. Балетную школу, где занималась девочка, вскоре закрыли, а несколько её родственников, включая старшую сестру Антуанетту, оказались на каторге.